# 210290 Borsellino
210290 Borsellino este o planetă minoră (asteroid) din centura de asteroizi. A fost descoperită pe 13 octombrie 2007 la Borbona de Vincenzo Silvano Casulli⁠(d). 
Obiectul prezintă o orbită caracterizată de o semiaxă mare de 2,9355252166045 UAi, o excentricitate de 0,09, o înclinație de 9,4 ° în raport cu ecliptica.